# Ẳ
Ẳ (minuscule : ẳ), appelé A bref crochet en chef, est une lettre latine utilisée dans l’écriture du vietnamien.
Il s’agit de la lettre A diacritée d’une brève et d’un crochet en chef.

## Utilisation
En vietnamien, le A bref ‹ Ă, ă › représente la voyelle /a/ courte ou /ɐ/ et le crochet en chef un ton moyen tombant-montant.

## Représentations informatiques
Le A bref crochet en chef peut être représenté avec les caractères Unicode suivants : 
- précomposé (latin étendu additionnel) :

| formes    | représentations | chaînes de caractères | points de code | descriptions                                       |
| --------- | --------------- | --------------------- | -------------- | -------------------------------------------------- |
| capitale  | Ẳ               | Ẳ                     | U+1EB2         | lettre majuscule latine a brève et crochet en chef |
| minuscule | ẳ               | ẳ                     | U+1EB3         | lettre minuscule latine a brève et crochet en chef |

- décomposé et normalisé NFD (latin de base, diacritiques)[1],[2] :

| formes    | représentations | chaînes de caractères | points de code       | descriptions                                                            |
| --------- | --------------- | --------------------- | -------------------- | ----------------------------------------------------------------------- |
| capitale  | Ẳ               | A◌̆◌̉                   | U+0041 U+0306 U+0309 | lettre majuscule latine a diacritique brève diacritique crochet en chef |
| minuscule | ẳ               | a◌̆◌̉                   | U+0061 U+0306 U+0309 | lettre minuscule latine a diacritique brève diacritique crochet en chef |